# Deister (Pferd)
Deister (* 10. Februar 1971 von Diskant aus der Adlerklette; † 27. August 2000) war ein dunkelbrauner Hannoveraner Wallach und eines der erfolgreichsten Springpferde der Welt. Er wurde bewundernd auch Der springende Geldschrank genannt.

## Über Deister
Deister wurde 1971 in Osterbruch auf dem Hof seines Züchters Hermann Hahl geboren. Nach anfänglich schwierigen Einreitversuchen wurde er auf der Verdener Auktion im November 1974 für 17.000 DM als Dressurpferd verkauft, da er in einer Materialprüfung kurz zuvor als potentieller Dressur-Crack Zweiter geworden war. Zur Eliteauktion, die der Auktion im November vorausging, wurde er nicht zugelassen, da er zu unscheinbar und muskelarm war. Bald stellte sich aber heraus, dass Deister auf Grund seiner Guckigkeit für die Dressur nicht geeignet war.
Deister kam dann fünfjährig zu Hartwig Steenken, der ihn als Springpferd ausbildete und mit ihm bereits nach etwa einem Jahr 1977 im Großen Preis des Verdener Hallenturniers Zweiter wurde. Da Steenken kurz darauf schwer verunglückte und starb, kam Deister für 200.000 DM zu Paul Schockemöhle, mit dem er in der Folge seine großen Erfolge feiern sollte, bis er 1989 mit einem zweiten Platz bei den Deutschen Meisterschaften seine Karriere beendete. Deister lebte danach noch elf Jahre auf der Weide, bevor er am 27. August 2000 im Alter von 29 Jahren in Mühlen starb.
Hermann Hahl (sein Züchter) über ihn: Am Anfang war er sehr nervig, ließ sich nur schwer auf der Koppel halten und beförderte meinen Sohn bei den ersten Reitversuchen unzählige Male auf den Boden.
Paul Schockemöhle (späterer und letzter Besitzer) über ihn: Mich beeindruckte seine Mentalität, sein Kämpferherz und sein großes Vermögen. Seine Schwierigkeiten wurden freilich von mir unterschätzt. Hätte ich bloß mein Geld wieder, habe ich anfangs oft gedacht. Wäre einer zu mir gekommen, um Deister zu kaufen, ich glaube, ich hätte ihn auch mit Verlust weggegeben. In der Arbeit bereitete er mir unendliche Schwierigkeiten, er war übereifrig und machte viele Fehler. Außerdem dauerte es oft lange, bis er gewisse Dinge geistig erfasste, zum Beispiel das Verhalten in Kombinationen. Aber er steckte nie auf, er wollte lernen!

## Siege
- Europameister 1981, 1983, 1985
- Mannschafts-Europameister 1981
- Deutsche Meisterschaft 1980, 1982, 1983, 1986, 1987
- Bei den Olympischen Spielen 1984 in Los Angeles gehörte er zur deutschen Bronze-Mannschaft, zwei Jahre zuvor hatten Schockemöhle und Deister Mannschafts-Silber bei der WM geholt.[1]